# Gordonsville (Tennessee)
Gordonsville is een plaats (town) in de Amerikaanse staat Tennessee, en valt bestuurlijk gezien onder Smith County.

## Demografie
Bij de volkstelling in 2000 werd het aantal inwoners vastgesteld op 1066.
In 2006 is het aantal inwoners door het United States Census Bureau geschat op 1285, een stijging van 219 (20.5%).

## Geografie
Volgens het United States Census Bureau beslaat de plaats een oppervlakte van
18,0 km², waarvan 17,9 km² land en 0,1 km² water. Gordonsville ligt op ongeveer 154 m boven zeeniveau.

## Plaatsen in de nabije omgeving
De onderstaande figuur toont nabijgelegen plaatsen in een straal van 20 km rond Gordonsville.